# العلاقات التشيلية الجنوب سودانية
العلاقات التشيلية الجنوب سودانية هي العلاقات الثنائية التي تجمع بين تشيلي وجنوب السودان.

## مقارنة بين البلدين
هذه مقارنة عامة ومرجعية للدولتين:
| وجه المقارنة                                              | تشيلي                         | جنوب السودان                  |
| --------------------------------------------------------- | ----------------------------- | ----------------------------- |
| المساحة (كم2)                                             | 756.10 ألف                    | 619.75 ألف                    |
| عدد السكان (نسمة)                                         | 17.37 مليون                   | 12.58 مليون                   |
| الكثافة السكانية (ن./كم²)                                 | 22.97                         | 20.3                          |
| العاصمة                                                   | سانتياغو                      | جوبا                          |
| اللغة الرسمية                                             | اللغة الإسبانية               | لغة إنجليزية                  |
| العملة                                                    | بيزو تشيلي، وحدة حساب تشيلية ‏ | جنيه جنوب سوداني، جنيه سوداني |
| الناتج المحلي الإجمالي (بليون دولار)                      | 277.08 مليار                  | 2.90 مليار                    |
| الناتج المحلي الإجمالي (تعادل القوة الشرائية) بليون دولار | 419.39 مليار                  | 22.88 مليار                   |
| الناتج المحلي الإجمالي الاسمي للفرد دولار أمريكي          | 13.42 ألف                     | 73                            |
| الناتج المحلي الإجمالي للفرد دولار أمريكي                 | 22.07 ألف                     | 2.02 ألف                      |
| مؤشر التنمية البشرية                                      | 0.832                         | 0.467                         |
| رمز المكالمات الدولي                                      | +56                           | +211                          |
| رمز الإنترنت                                              | .cl                           | .ss                           |
| المنطقة الزمنية                                           | 00، 00، 00، 00                | ت ع م+03:00                   |

## منظمات دولية مشتركة
يشترك البلدان في عضوية مجموعة من المنظمات الدولية، منها:
| علم المنظمة | اسم المنظمة                               | تاريخ انضمام تشيلي | تاريخ انضمام جنوب السودان |
| ----------- | ----------------------------------------- | ------------------ | ------------------------- |
|             | مؤسسة التنمية الدولية                     | 30 ديسمبر 1960     | 18 أبريل 2012             |
|             | يونسكو                                    | 7 يوليو 1953       | 27 أكتوبر 2011            |
|             | وكالة ضمان الاستثمار متعدد الأطراف        | 12 أبريل 1988      | 18 أبريل 2012             |
|             | الأمم المتحدة                             | 24 أكتوبر 1945     | 14 يوليو 2011             |
|             | الاتحاد البريدي العالمي                   | ?                  | ?                         |
|             | البنك الدولي للإنشاء والتعمير             | 31 ديسمبر 1945     | 18 أبريل 2012             |
|             | الاتحاد الدولي للاتصالات                  | 1908               | 3 أكتوبر 2011             |
|             | مؤسسة التمويل الدولية                     | 15 أبريل 1957      | 18 أبريل 2012             |
|             | المركز الدولي لتسوية المنازعات الاستشارية | 24 أكتوبر 1991     | 18 مايو 2012              |
|             | منظمة الشرطة الجنائية الدولية             | ?                  | ?                         |

## وصلات خارجية
- موقع وزارة الخارجية التشيلية
- موقع وزارة الخارجية الجنوب سودانية